# Bielczyca (wieś)
Bielczyca (biał. Бельчыца, ros. Бельчица) — wieś na Białorusi w rejonie połockim obwodu witebskiego. Wchodzi w skład sielsowietu Jekimań. Leży przy drodze R46.

## Miejsce masowych represji
W lesie w pobliżu cmentarza połockie NKWD rozstrzelało podczas wielkiego terroru w latach 1937-1938 więźniów połockiego więzienia (obecnie budynek szkoły muzycznej). Około kilkuset zamordowanych zakopano w masowych grobach. W części lasu wybudowano później drogę z Połocka do Mińska.
Na skraju dawnego cmentarza 2 listopada 1991 r. z inicjatywy BFL i połockiej parafii greckokatolickiej ustawiono drewniany krzyż upamiętniający ofiary. Krzyż został poświęcony przez kapłana prawosławnej eparchii połockiej i ks. Vladasa Pietrajtisa, proboszcza rzymskokatolickiej parafii w Miorach.
Po spaleniu go przez nieznanych sprawców, w 1998 r. zastąpiono go krzyżem z metalu z napisemː "Ofiarom ludobójstwa od potomków, którzy nie zapomnieli". Krzyż jest sześciokrańcowy w kształcie krzyża Eufrozyny Połockiej.

## Obiekty
- Kurhan (X - XI w.) — znajduje się 1 km na południe od wsi